# Moskva (porta-helicópteros)

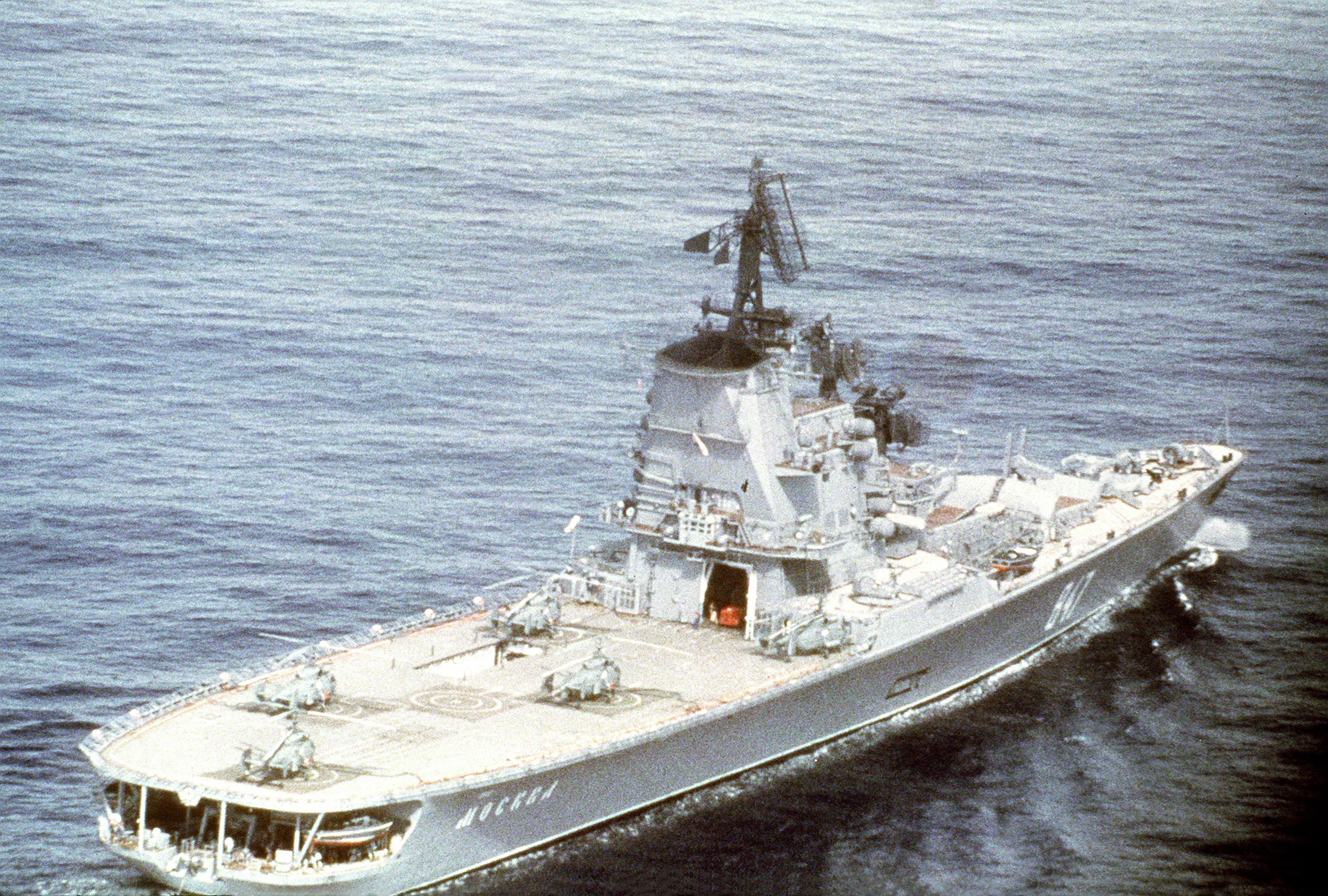
Vista da amura de estibordo de Moskva.

O Moskva era na realidade um porta-helicópteros, e devia ser o primeiro de uma classe, mas que no entanto só teve mais outra unidade. A quilha do Moskva foi assente em 1963 e ficou pronto em 1967. A par com o Leningrad, da mesma classe e terminado em 1969, foram as primeiras unidades da Frota Naval Militar da União Soviética cujo armamento principal era constituído por vários helicópteros, destinados tanto à luta anti-submarina como a operações de assalto. O armamento de mísseis antiaéreos e anti-submarino está instalado à proa.
Com um deslocamento de 19,500 t, media 190,5 m de comprimento, 34 m de boca e calava a 7,6 m. Estava equipado com dois grupos turborredutores, que propulsionavam 2 hélices, atingindo uma velocidade máxima de 30 nós.
O armamento principal consistia em 2 rampas duplas para mísseis SA-N-3, 1 rampa para mísseis SUWN-1, 4 canhões de 57 mm e entre 14-18 helicópteros.